# Præstø
Præstø é um município da Dinamarca, localizado na região sul, no condado de Storstrom.
O município tem uma área de 107 km² e uma população de 7 485 habitantes, segundo o censo de 2004.